# Dušići
Dušići este un sat din municipiul Podgorica, Muntenegru. Conform datelor de la recensământul din 2003, localitatea are 212 locuitori (la recensământul din 1991 erau 314 locuitori).

## Demografie
În satul Dušići locuiesc 135 de persoane adulte, iar vârsta medie a populației este de 34,1 de ani (33,6 la bărbați și 34,5 la femei). În localitate sunt 41 de gospodării, iar numărul mediu de membri în gospodărie este de 5,17.
|  |

| Demografie | Demografie | Demografie |
| An         | Locuitori  | Locuitori  |
| ---------- | ---------- | ---------- |
|            |            |            |
|            |            |            |
|            |            |            |
|            |            |            |
| 1948       | 183        |            |
| 1953       | 277        |            |
| 1961       | 219        |            |
| 1971       | 497        |            |
| 1981       | 432        |            |
| 1991       | 314        | 181        |
| 2003       | 422        | 212        |

| \| Componența etnică conform recensământului din 2003[2] \| Componența etnică conform recensământului din 2003[2] \| Componența etnică conform recensământului din 2003[2] \| Componența etnică conform recensământului din 2003[2] \| Componența etnică conform recensământului din 2003[2] \| \| ----------------------------------------------------- \| ----------------------------------------------------- \| ----------------------------------------------------- \| ----------------------------------------------------- \| ----------------------------------------------------- \| \| \| \| \| \| \| \| Albanezi \| Albanezi \| \| 187 \| 88,2% \| \| Muntenegreni \| Muntenegreni \| \| 16 \| 7,54% \| \| Sârbi \| Sârbi \| \| 2 \| 0,94% \| \| Musulmani \| Musulmani \| \| 1 \| 0,47% \| \| necunoscută \| necunoscută \| \| 2 \| 0,94% \| |              |  |     |       |
| Componența etnică conform recensământului din 2003 |              |  |     |       |
| |              |  |     |       |
| Albanezi | Albanezi     |  | 187 | 88,2% |
| Muntenegreni | Muntenegreni |  | 16  | 7,54% |
| Sârbi | Sârbi        |  | 2   | 0,94% |
| Musulmani | Musulmani    |  | 1   | 0,47% |
| necunoscută | necunoscută  |  | 2   | 0,94% |